# Abel Balbo
Abel Eduardo Balbo (* 1. Juni 1966 in Empalme Villa Constitución, Provinz Santa Fe) ist ein ehemaliger argentinischer Fußballspieler und -trainer.

## Karriere

### Verein
Balbo begann seine Profikarriere 1987, wie zahlreiche argentinische Klassestürmer, bei den Newell’s Old Boys in Rosario. Bereits ein Jahr später wechselte er in die Hauptstadt Buenos Aires zu River Plate, um ein weiteres Jahr später bereits den Sprung nach Europa zu wagen. Er begann 1989 bei Udinese Calcio und blieb in der italienischen Serie A bis zum Jahr 2002 bei Vereinen wie der AS Rom, der AC Parma und der AC Florenz. In diesen Jahren erzielte er insgesamt 138 Tore. Nach der Saison 2002/2003 beendete er seine Karriere bei den Boca Juniors.

### Nationalmannschaft
In der argentinischen Fußballnationalmannschaft stand er im Schatten von Stürmern wie Gabriel Batistuta, brachte es aber auf insgesamt 37 Länderspiele, in denen er 11 Tore erzielte. Außerdem war er Mitglied im argentinischen Kader bei der WM 1990 in Italien, der WM 1994 in den USA und der WM 1998 in Frankreich.

## Titel / Erfolge
- 1988 Argentinischer Meister (Newell’s Old Boys)
- 1991 Copa América (Argentinische Nationalmannschaft)
- 1992 Aufstieg in die Serie A (Udinese Calcio)
- 1993 Copa América (Argentinische Nationalmannschaft)
- 1999 Coppa Italia und UEFA-Pokal (AC Parma)
- 2001 Italienischer Meister und Supercoppa Italiana (AS Rom)